# 圣布雷斯 (加尔省)
圣布雷斯（法語：Saint-Brès，法語發音：[sɛ̃ bʁɛs]）是法国加尔省的一个市镇，属于阿莱斯区。

## 地理
圣布雷斯（44°16'38"N, 4°11'51"E）面积11.37 平方千米，位于法国奧克西塔尼大區加尔省，该省份为法国南部沿海省份，南端濒地中海，北起顺时针与阿尔代什省、沃克吕兹省、罗讷河口省、埃罗省、阿韦龙省和洛泽尔省接壤。
与圣布雷斯接壤的市镇（或旧市镇、城区）包括：圣安德烈-德克吕济耶尔、圣索沃尔-德克吕济耶尔、库里、梅拉讷、圣昂布鲁瓦、圣维克托德马尔卡。

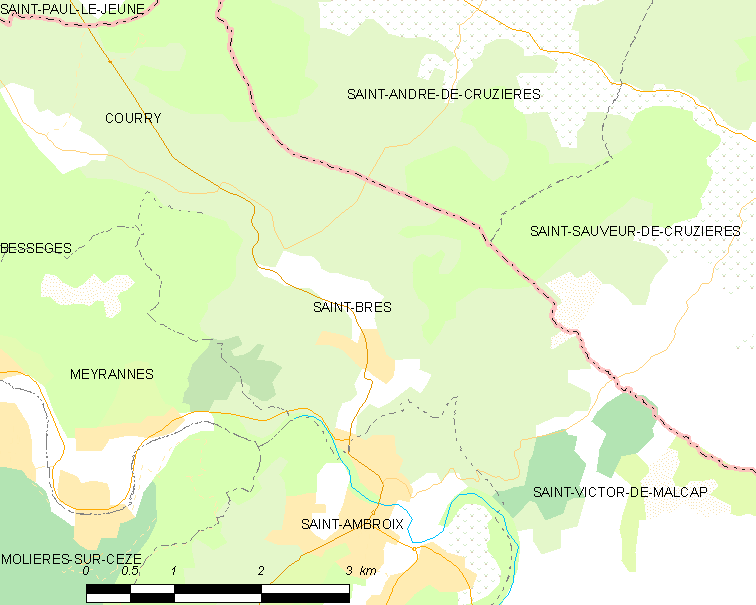
的OSM定位图

圣布雷斯的时区为UTC+01:00、UTC+02:00（夏令时）。

## 行政
圣布雷斯的邮政编码为30500，INSEE市镇编码为30237。

## 政治
圣布雷斯所属的省级选区为鲁松县。

## 人口

1962-2008年间人口变化图示

圣布雷斯于2022年1月1日时的人口数量为684人。